# 松山湖 (加利福尼亞州)
松山湖（英語：Pine Mountain Lake）是位於美國加利福尼亞州圖奧勒米縣的一個人口普查指定地區。

## 地理
松山湖的座標為37°53′16″N 120°11′04″W / 37.88778°N 120.18444°W，而該地最高點為海拔高度852米（即2795英尺）。

## 人口
根據2010年美國人口普查的數據，松山湖的面積為49.864平方千米，當中陸地面積為49.138平方千米，而水域面積為0.726平方千米。當地共有人口2796人，而人口密度為每平方千米56人。